# Ciclone Bhola
Il ciclone Bhola, chiamato anche ciclone del delta del Gange-Brahmaputra, fu un ciclone tropicale di categoria 4 sulla scala Saffir-Simpson che colpì il Bengala nel mese di novembre 1970. È ritenuto il ciclone tropicale che ha fatto registrare il maggior numero di morti di sempre e che ha causato uno dei peggiori disastri umanitari a livello mondiale. Tra il Pakistan Orientale (diventato Bangladesh l'anno seguente) e il Bengala Occidentale, in India, ha causato un numero di vittime che va dai 300000 ai 500000, a seconda delle stime.
Si originò come tempesta tropicale l'8 novembre 1970 nel golfo del Bengala, evolvendosi in direzione nord ed intensificandosi, toccando l'11 novembre il picco d'intensità con venti sostenuti sui 3 minuti fino a 185 km/h, raggiungendo la categoria 4, ovvero tempesta ciclonica molto forte secondo la scala dell'India Meteorological Department. Il giorno seguente approdò lungo la costa bengalese in concomitanza con l'arrivo dell'alta marea. L'onda di tempesta investì l'area del delta del Gange, causando allagamenti e devastazioni.
Il governo pakistano, guidato dal presidente Yahya Khan, venne criticato duramente sia dai politici del Pakistan orientale sia dai media internazionali per aver reagito in maniera insufficiente ai danni causati dal ciclone. Questo contribuì alla vittoria della Lega Popolare Bengalese nelle elezioni generali nazionali del mese successivo e al sostegno alla guerra di liberazione bengalese che scoppiò pochi mesi dopo.

## Storia meteorologica

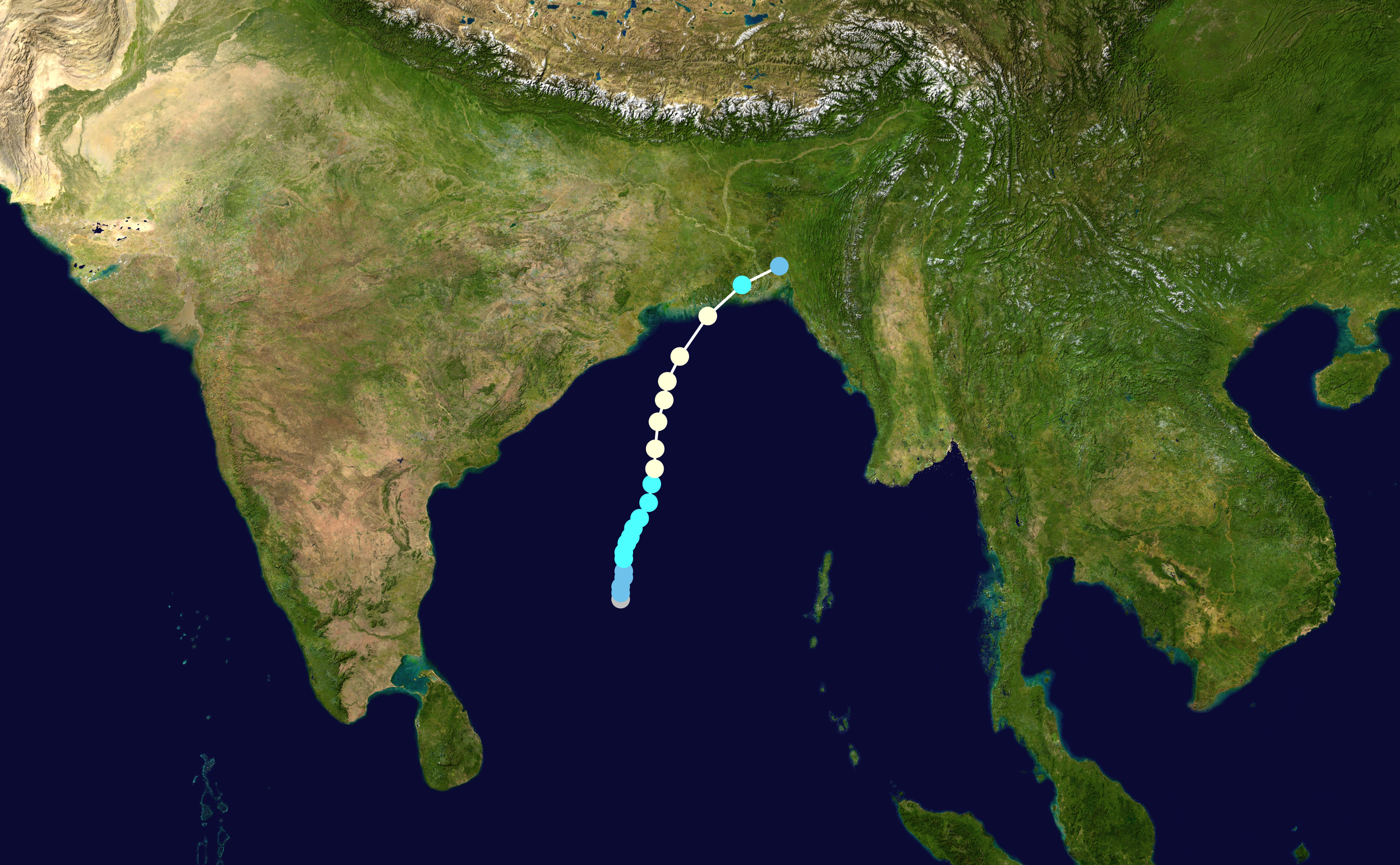
Percorso del ciclone. Il colore indica l'intensità secondo la scala Saffir-Simpson.

Il 1º novembre 1970 la tempesta tropicale Nora si sviluppò sul mar Cinese Meridionale. Il sistema durò quattro giorni, prima di degenerare in un minimo depressionario residuo sul golfo del Siam il 4 novembre, per poi spostarsi verso ovest attraverso la penisola malese il giorno successivo. I resti di questo sistema contribuirono allo sviluppo di una nuova depressione nel golfo del Bengala centrale la mattina dell'8 novembre. La depressione si intensificò mentre si muoveva lentamente verso nord, e l'India Meteorological Department la classificò come tempesta ciclonica il giorno successivo. Dopo una fase stazionaria iniziata la sera del 9 novembre, la tempesta riprese ad accelerare verso nord il 10 novembre.
La tempesta si intensificò ulteriormente in una forte tempesta ciclonica l'11 novembre, iniziando a girare verso nord-est, mentre si avvicinava all'estremità settentrionale del golfo. Sviluppò un occhio ben definito e raggiunse la sua massima intensità l'11 novembre stesso, con venti sostenuti di tre minuti a 185 km/h e venti sostenuti di un minuto a 240 km/h e una pressione centrale di 960 mbar. Il ciclone approdò sulla costa del Pakistan orientale la sera del 12 novembre, in concomitanza con l'arrivo dell'alta marea locale. Una volta sulla terraferma, il sistema iniziò a indebolirsi; la tempesta si degradò in una tempesta ciclonica il 13 novembre, quando si trovava a circa 100 km a sud-sudest di Agartala. La tempesta si indebolì rapidamente in un minimo depressionario residuo sull'Assam meridionale la sera dello stesso giorno, per poi dissiparsi.

## Preparazione
Dopo aver ricevuto numerosi resoconti dalle navi presenti nel golfo del Bengala, il governo indiano aveva sufficienti informazioni meteorologiche sull'intensità del ciclone. Tuttavia, non è chiaro se ci sia stato uno scambio di queste informazioni con il governo pakistano, dati i rapporti tesi tra i due paesi. Questo è ritenuto uno dei motivi per i quali una larga parte della popolazione del Pakistan orientale fu colta di sorpresa. Inoltre, vi sono diversi indizi che il sistema di allerta cicloni del Pakistan non fosse stato messo in atto nella maniera appropriata e che la popolazione non fosse al corrente dell'allerta. Alcuni sopravvissuti riportarono che il 12 novembre Radio Pakistan aveva diffuso un "segnale di grande pericolo" per l'avvicinarsi di un ciclone molto forte, sebbene non sapessero cosa significassero realmente quei bollettini.
Dopo che nell'ottobre del 1960, due cicloni uccisero circa 16000 persone nel Pakistan orientale, il governo pakistano aveva chiesto al governo degli Stati Uniti di aiutarlo a sviluppare un sistema di allerta per la popolazione. Gordon E. Dunn, allora direttore del National Hurricane Center, aveva preparato un rapporto dedicato con una serie di raccomandazioni e lo aveva presentato nel 1961. Ciononostante, non è chiaro se il governo pakistano avesse seguito tutte le raccomandazioni di quel rapporto.

## Impatto

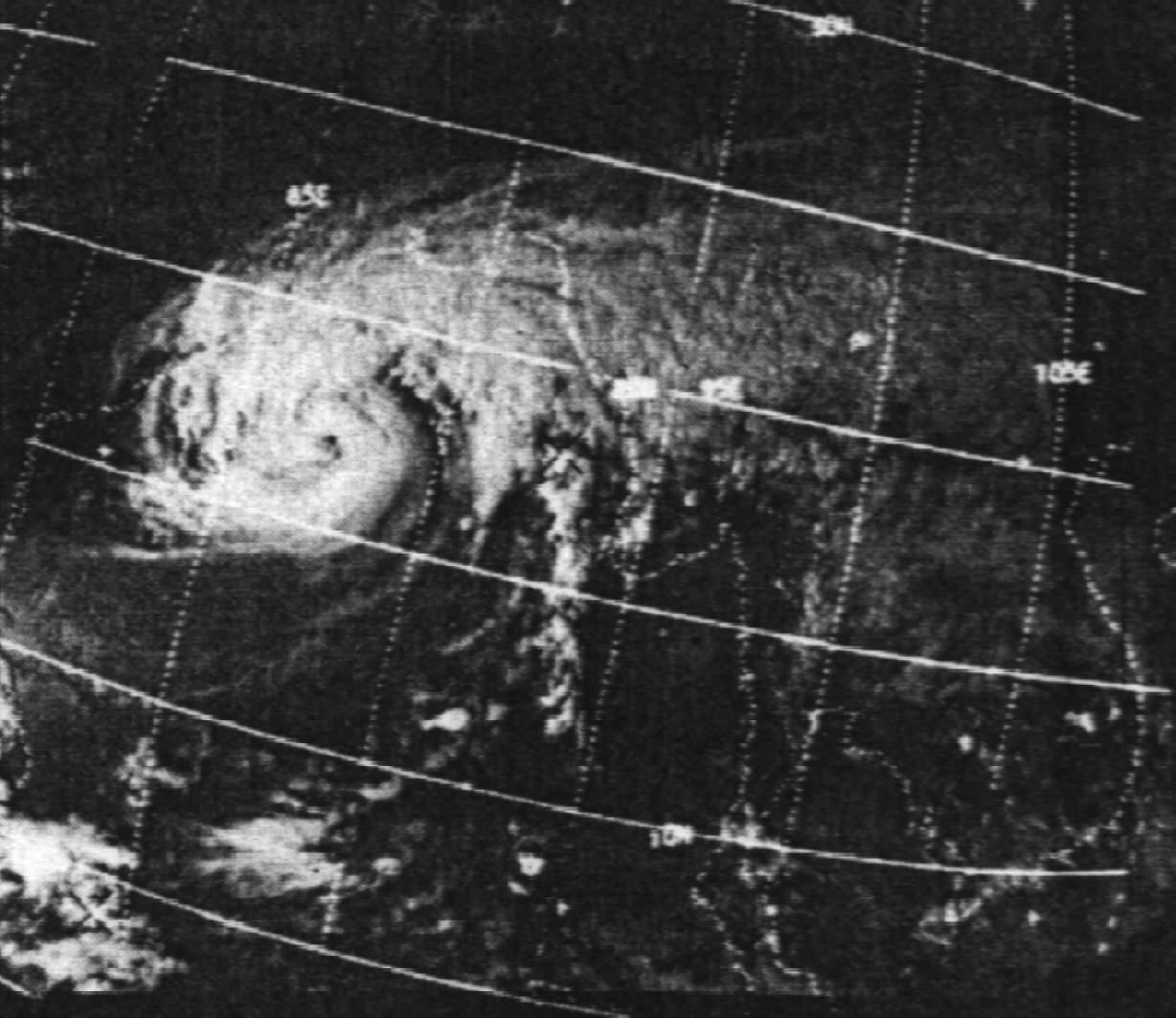
Immagine satellitare del ciclone l'11 novembre 1970.

Sebbene l'oceano Indiano settentrionale sia il meno attivo tra i bacini ciclonici tropicali, la costa del golfo del Bengala è particolarmente vulnerabile agli effetti dei cicloni tropicali. Il numero esatto di vittime non è moto, ma si stima che il ciclone Bhola abbia causato tra le 300000 e le 500000 vittime. Nonostante l'incertezza sui dati, tale ciclone è considerato il più letale mai registrato, nonché uno dei disastri naturali più letali della storia moderna, paragonabile al terremoto di Tangshan del 1976, al maremoto dell'Oceano Indiano del 2004 e al terremoto di Haiti del 2010.

### Pakistan orientale
La stazione meteorologica di Chittagong, 95 km a est rispetto al punto di approdo del ciclone, registrò venti fino a 144 km/h prima che il suo anemometro saltasse via intorno alle 22:00 UTC del 12 novembre. Una nave ancorata nel porto nella stessa zona registrò una raffica di picco di 222 km/h circa 45 minuti dopo. Al momento dell'approdo, venne generata un'onda di tempesta alta circa 10 m nel 
delta del Gange. Nel porto di Chittagong, la marea di tempesta raggiunse il picco a circa 4 m sopra il livello medio del mare, 1,2 m dei quali erano l'onda di tempesta; il massimo venne, invece, raggiunto nella parte settentrionale dell'isola di Bhola con circa 3,8 m sopra il normale livello di marea.

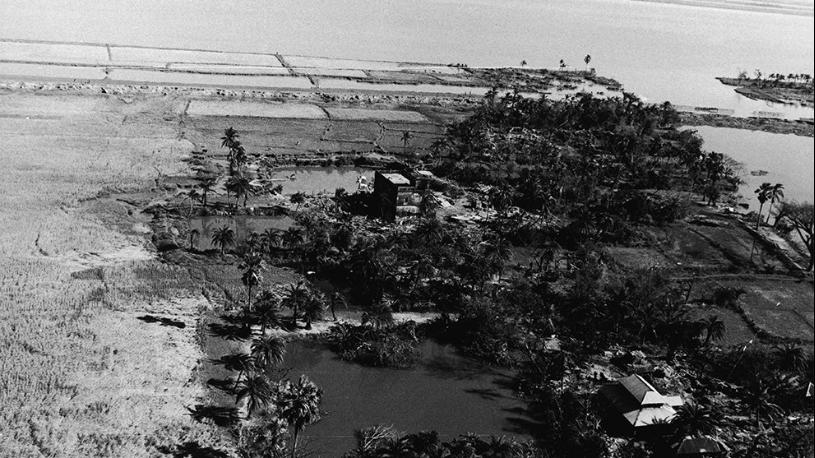
Immagine aerea della costa del Patuakhali dopo il passaggio del ciclone.

Radio Pakistan riferì che non c'erano sopravvissuti su tredici isole nelle vicinanze di Chittagong. Un volo di ricognizione sopra l'area colpita riportò che la devastazione era completa in tutta la metà meridionale dell'isola di Bhola e le coltivazioni di riso dell'isola di Bhola, delle isole Hatia e della vicina costa continentale erano state distrutte. Diverse imbarcazioni marittime nei porti di Chittagong e Mongla vennero segnalate danneggiate e gli aeroporti di Chittagong e di Cox's Bazar rimasero sotto un metro d'acqua per diverse ore.
I danni complessivi causati dalla tempesta vennero stimati in 86 milioni di dollari. I sopravvissuti affermarono che circa l'85% delle case nella zona era stato distrutto o gravemente danneggiato, con la distruzione maggiore verificatasi lungo la costa.  Il 90% dei pescatori d'altura nella regione subì gravi perdite, tra cui la distruzione di 9000 barche da pesca d'altura; dei 77000 pescatori costieri, 46000 erano stati uccisi dal ciclone, mentre il 40% dei sopravvissuti ne venne gravemente colpito. Complessivamente, circa il 65% della capacità di pesca della regione costiera venne distrutta dalla tempesta, in una regione dove circa l'80% delle proteine consumate proveniva dal pesce. Anche i danni all'agricoltura furono gravi e il danno per la perdita dei raccolti venne stimato in 63 milioni di dollari, mentre si stimò la perdita di 280000 capi di bestiame. Tre mesi dopo la tempesta, il 75% della popolazione riceveva cibo dagli operatori umanitari e oltre 150000 persone facevano affidamento sugli aiuti per metà del loro cibo.
Venne riportato un incremento di casi di colera e di tifo nelle aree colpite, a causa della contaminazione delle acque. Molti tentativi di inviare aiuti nella regione vennero rallentati da queste malattie e scorte di vaccino vennero richieste alla Croce Rossa.

### India
Il ciclone portò piogge diffuse sulle isole Andamane e Nicobare, con piogge molto intense cadute in alcuni punti tra l'8 e il 9 novembre. A Port Blair vennero registrati 130 mm di pioggia l'8 novembre e ci furono numerose inondazioni sulle isole. La MV Mahajagmitra, una nave mercantile da 5500 tonnellate in rotta da Calcutta al Kuwait, affondò a causa della tempesta il 12 novembre e le cinquanta persone a bordo morirono; la nave, nel suo segnale di soccorso, aveva riferito di essere stata investita da venti di forza ciclonica prima di affondare. Piogge intense colpirono anche il Bengala Occidentale e l'Assam meridionale, causando danni alle abitazioni e ai raccolti in entrambi gli stati indiani, con i danni peggiori nei distretti più a sud.

### Conta delle vittime

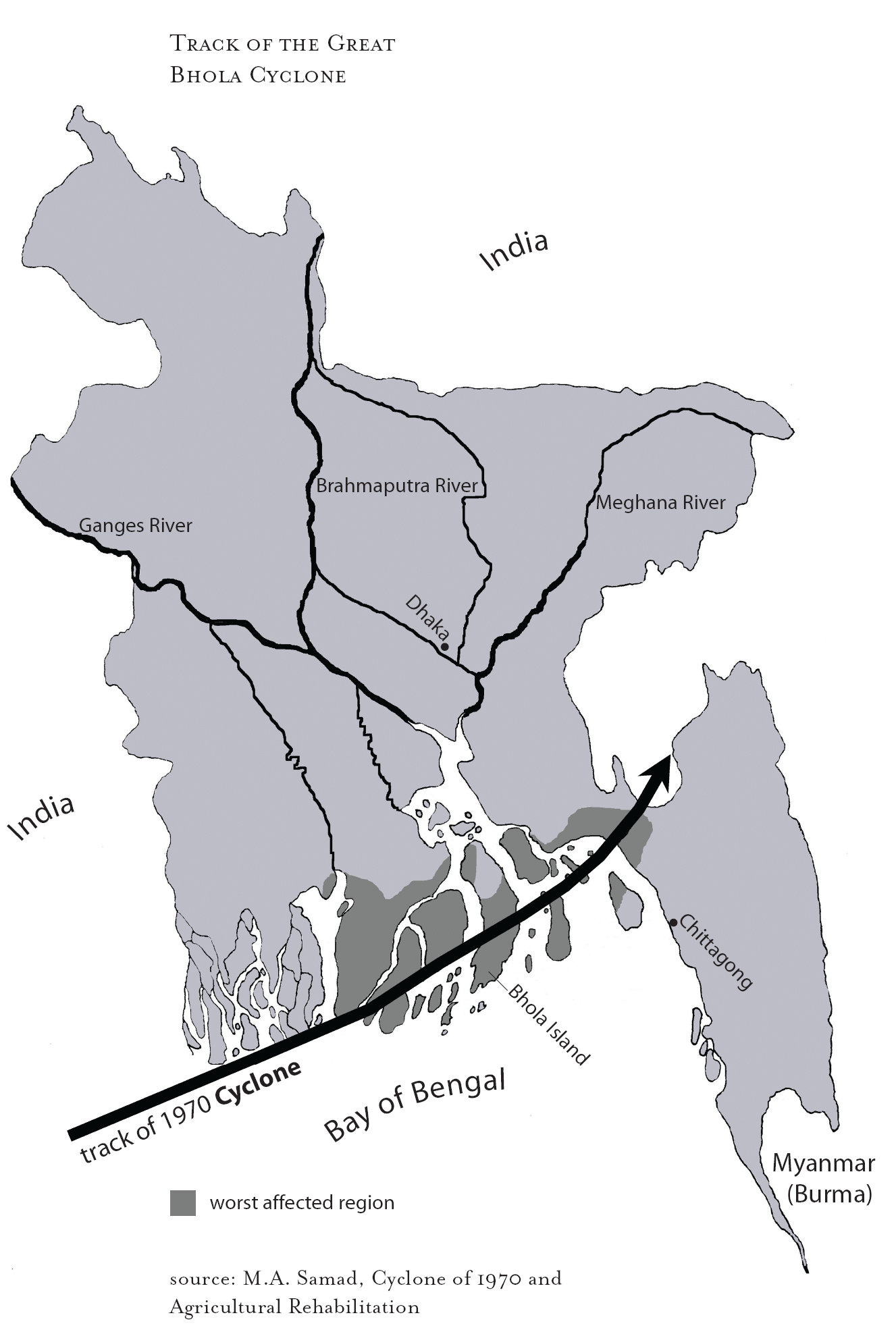
Percorso del ciclone all'approdo e le aree colpite.

Il laboratorio di ricerca sul colera Pakistan-SEATO condusse due indagini di soccorso medico nel 1970: la prima a novembre, la seconda tra febbraio e marzo. Lo scopo della prima indagine era stabilire le immediate necessità mediche nelle regioni colpite, mentre la seconda, più dettagliata, era stata concepita per la pianificazione a lungo termine delle attività di soccorso e recupero.
La prima indagine concluse che l'acqua superficiale nella maggior parte delle regioni colpite dal ciclone aveva un contenuto di sale paragonabile a quello estratto dai pozzi, tranne nel sottodistretto di Sudharam, dove l'acqua era quasi imbevibile con un contenuto di sale fino allo 0,5%. Dalla prima indagine emerse che la mortalità era stata stimata al 14,2%, equivalente a un numero di morti di 240000. La morbilità correlata al ciclone era generalmente limitata a ferite lievi, ma venne osservato un fenomeno denominato "sindrome del ciclone", ossia gravi abrasioni sugli arti e sul torace causate dai sopravvissuti che si aggrappavano agli alberi per resistere all'ondata di tempesta.  Inoltre, sebbene si temesse un'epidemia di colera e febbre tifoide nelle settimane successive alla tempesta, l'indagine non trovò prove di un'epidemia di colera o altre malattie infettive.
Nella seconda indagine venne coinvolto un numero inferiore di persone e venne stimato che il numero di morti doveva essere, come minimo, 224000. Nel sottodistretto di Tazumuddin la mortalità venne stimata al 46,3%, corrispondente a circa 80000 decessi nella sola thana; la mortalità media in tutta la regione colpita era del 16,5%.

## Conseguenze

### Risposta del governo pakistano
Nei giorni successivi al passaggio del ciclone, tre cannoniere e una nave ospedale della marina pakistana che trasportavano personale medico e rifornimenti lasciarono Chittagong per le isole Hatia, Sandwip e Kutubdia. Le squadre dell'esercito pakistano raggiunsero molte delle aree colpite nei due giorni successivi al passaggio del ciclone. Nei primi dieci giorni, per distribuire gli aiuti, furono inviati un aereo da trasporto militare e tre aerei da trasporto agricolo. Il governo affermò di non essere stato in grado di inviare elicotteri militari dal Pakistan occidentale perché il loro passaggio era stato rifiutato dal governo indiano, cosa che quest'ultimo negò.
Il 16 novembre il presidente Yahya Khan visitò il Pakistan orientale sulla via del ritorno da un viaggio in Cina, sorvolando l'area colpita dal ciclone. In una conferenza stampa a Dacca, Khan riconobbe che il governo aveva commesso "sviste" ed "errori" nei suoi sforzi di soccorso per le vittime del ciclone, ma insistette sul fatto che "tutto era stato fatto nelle capacità del governo". Il presidente diede indicazioni affinché non venissero risparmiati sforzi nei soccorsi e dichiarò il 21 novembre giorno di lutto nazionale. Khan ammise, inoltre, che c'era stata una mancanza di comprensione dell'entità del ciclone e dell'onda di tempesta. Confermò, poi, che le elezioni generali del 1970, previste per il 7 dicembre, si sarebbero svolte senza alcun rinvio, ad eccezione dei nove distretti più colpiti.
Nei dieci giorni successivi al disastro, il governo pakistano aveva stanziato l'equivalente di 116,4 milioni di dollari. Il presidente Khan giunse a Dacca il 24 novembre per prendere in carico le operazioni di soccorso, mentre il governatore del Pakistan orientale respinse le accuse per i ritardi nei soccorsi, affermando che i rifornimenti stavano raggiungendo tutte le aree colpite, ad eccezione di alcune piccole zone.

### Critiche e conseguenze politiche
La Mezzaluna Rossa del Pakistan iniziò a operare indipendentemente dal governo dopo una disputa sul possesso di venti zattere fornite dalla Croce Rossa britannica. Un'azienda produttrice di pesticidi dovette attendere due giorni per ottenere l'autorizzazione ad utilizzare i suoi aerei irroratori per distribuire cibo e medicine nelle zone colpite dal disastro. Il governo pakistano inviò un solo elicottero dal Pakistan occidentale, e il presidente Khan dichiarò, in seguito, che ciò era dovuto al fatto che l'aereo non poteva trasportare un carico utile di grandi dimensioni su una distanza così lunga. Un giornalista del quotidiano Pakistan Observer trascorse una settimana ad inizio gennaio 1971 nella zona maggiormente colpita e riportò di aver scoperto che nessuna delle tende fornite dalle agenzie internazionali era stata utilizzata per ospitare la popolazione colpita e che i fondi per la ricostruzione erano inadeguati. Lo stesso quotidiano pubblicò spesso articoli critici nei confronti del governo. A gennaio, il mese più freddo dell'anno nell'area, il comitato di soccorso e riabilitazione riferì che migliaia di sopravvissuti trascorsero le loro giornate all'aperto. Un portavoce affermò che le famiglie senza più una casa ricevevano un sussidio di 250 rupie per ricostruire le loro case, ma che erano insufficienti per reperire le risorse necessarie, quindi quei sussidi venivano utilizzati solo per il cibo.
La lentezza degli interventi di soccorso da parte del governo pakistano scatenò una forte reazione da parte dei politici del Pakistan orientale. Il 15 novembre Sheikh Mujibur Rahman, leader della Lega Popolare Bengalese, dichiarò che, nonostante il Pakistan avesse un esercito numeroso ed equipaggiato, i primi soccorsi ed aiuti arrivarono dagli stranieri, e in particolare dai britannici. Altre critiche ed accuse verso il governo pakistano e il presidente Khan giunsero nei giorni seguenti. La Lega Popolare Bengalese ottenne una netta vittoria alle elezioni nazionali del dicembre 1970, le prime nella storia del Pakistan, anche grazie al malcontento per l'incapacità del governo nazionale di organizzare gli aiuti. A marzo 1971 le tensioni tra il governo e i membri eletti della lega aumentarono a tal punto che si generarono tumulti e rivolte, poi sfociate nella guerra di liberazione bengalese. Sempre nello stesso mese di marzo, gli uffici di Dacca delle due organizzazioni governative direttamente coinvolte negli sforzi di soccorso furono chiusi per almeno due settimane, prima a causa di uno sciopero generale e poi da un divieto di lavoro governativo nel Pakistan orientale indetto dalla Lega Popolare Bengalese. Nonostante ciò, il lavoro di soccorso continuò sul campo, ma la pianificazione a lungo termine venne ridotta.
Il ciclone viene ritenuto uno dei rari casi in cui un disastro naturale ha fatto da innesco ad una guerra civile e alla successiva nascita di una nazione, il Bangladesh.

### Risposta internazionale
L'India fu una delle prime nazioni ad offrire aiuti al Pakistan, nonostante le relazioni tese tra i due paesi, e alla fine di novembre aveva promesso 1,3 milioni di dollari di assistenza per gli sforzi di soccorso. Il governo centrale pakistano consentì l'invio di rifornimenti nel Pakistan orientale solo via terra, negando l'accesso per via aerea. Il governo indiano affermò anche che il governo pakistano aveva rifiutato un'offerta di aerei militari, elicotteri e barche dal Bengala occidentale per assistere nelle operazioni di soccorso.
Il presidente degli Stati Uniti Richard Nixon stanziò 10 milioni di dollari per fornire cibo e altri aiuti essenziali ai sopravvissuti al ciclone, mentre l'ambasciatore statunitense in Pakistan promise che avrebbe "aiutato il governo del Pakistan orientale in ogni modo possibile". Gli Stati Uniti inviarono coperte, tende e altri rifornimenti al Pakistan orientale, così come sei elicotteri, due dei quali provenienti da una missione di soccorso in Nepal. Circa 200000 tonnellate di grano furono spedite dagli Stati Uniti alla regione colpita. Entro la fine di novembre, c'erano 38 elicotteri operativi nell'area del disastro, dieci dei quali erano britannici e dieci statunitensi. Cinquanta piccole imbarcazioni erano state fornite dagli statunitensi, mentre altre settanta per la distribuzione dei rifornimenti da parte dei britannici. L'organizzazione umanitaria CARE International interruppe le spedizioni di aiuti al Pakistan orientale la settimana dopo che il passaggio del ciclone per evitare che il governo centrale pakistano ne gestisse la distribuzione. Tuttavia, nel gennaio 1971 venne raggiunto un accordo per costruire 24000 case in mattoni di cemento a un costo di circa 1,2 milioni di dollari. Le preoccupazioni sui ritardi da parte del governo pakistano nel determinare come utilizzare i soccorsi bloccarono di fatto 7,5 milioni di dollari in soccorsi che avrebbero dovuto essere approvati dal Congresso degli Stati Uniti.
Una task force della Royal Navy britannica, con base sulla HMS Intrepid e sulla HMS Triumph, partì da Singapore verso il golfo del Bengala per assistere nei soccorsi con otto elicotteri e otto mezzi da sbarco, così come squadre di soccorso e rifornimenti. La task force giunse al largo della costa del Pakistan orientale il 24 novembre e le 650 truppe a bordo delle navi iniziarono subito ad utilizzare i mezzi da sbarco per consegnare rifornimenti alle isole al largo. Il governo canadese promise 2 milioni di dollari canadesi di assistenza, mentre sia la Francia che la Germania occidentale inviarono elicotteri e vari rifornimenti per un valore di 1,3 milioni di dollari. Papa Paolo VI annunciò che avrebbe visitato Dacca durante una visita in Asia Orientale ed esortò la gente a pregare per le vittime del disastro; giunse a Dacca il 27 novembre 1970. Il Vaticano contribuì con 100000 dollari agli sforzi di soccorso. L'Unione Sovietica contribuì con quattro elicotteri, che diedero il cambio a quelli britannici e statunitensi, più un carico di rifornimenti, l'Italia inviò cibo, vestiti e medicine, mentre la Cina 1,2 milioni di dollari in contanti.
Il governo di Singapore inviò una missione medica militare nel Pakistan orientale, che giunse a Chittagong il 1º dicembre, venendo dispiegati sull'isola di Sandwip, dove curarono circa 27000 persone e portarono avanti un'iniziativa di vaccinazione contro il vaiolo. Il Giappone approvò un totale di 1,65 milioni di dollari di fondi di soccorso a dicembre, dopo che era stato criticato per aver donato solo 150000 dollari. Anche altre nazioni asiatiche più piccole inviarono somme di denaro, in base alla propria disponibilità.
Le Nazioni Unite donarono 2,1 milioni di dollari in cibo e denaro, mentre l'UNICEF avviò una campagna per raccogliere un altro milione. La stessa UNICEF contribuì a ristabilire le forniture idriche in seguito alla tempesta, riparando oltre 11000 pozzi nei mesi successivi alla tempesta. Il segretario generale delle Nazioni Unite U Thant lanciò appelli per gli aiuti alle vittime del ciclone e della guerra civile dell'anno seguente, in due programmi di soccorso separati. Entro la fine di novembre 1970, la Croce Rossa aveva raccolto 3,5 milioni di dollari per fornire aiuti alle vittime del disastro.
La Banca Mondiale stimò che sarebbe costato 185 milioni di dollari ricostruire l'area devastata dalla tempesta ed elaborò un piano di recupero completo per il governo pakistano. Il piano includeva il ripristino di alloggi, forniture idriche ed infrastrutture allo stato precedente alla tempesta e fu progettato per combinarsi con un programma di sviluppo e controllo delle inondazioni in corso molto più ampio. La banca fornì 25 milioni di dollari di credito per aiutare a ricostruire l'economia del Pakistan orientale e per costruire rifugi protettivi nella regione. All'inizio di dicembre 1970 erano stati raccolti quasi 30 milioni di dollari per gli sforzi di soccorso da parte dei governi di 41 paesi, organizzazioni e gruppi privati.

### Piani di protezione
Nel dicembre 1970 la Croce Rossa stilò un piano da utilizzare immediatamente nel caso in cui un evento paragonabile al ciclone avesse colpito altri "paesi soggetti a calamità", dato che un funzionario della Croce Rossa dichiarò che alcuni degli operatori umanitari inviati nel Pakistan orientale erano scarsamente formati. Anche la Mezzaluna Rossa del Bangladesh e il governo bangladese portarono avanti un programma di preparazione ad un evento ciclonico. L'assemblea generale delle Nazioni Unite adottò una proposta per migliorare la sua capacità di fornire aiuti ai paesi colpiti da calamità.
Nei trent'anni successivi al ciclone del 1970, sono stati costruiti oltre 200 rifugi anticiclone nelle regioni costiere del Bangladesh. Quando il successivo ciclone distruttivo si avvicinò al paese nel 1991, i volontari del Cyclone Preparedness Programme avvisarono la gente del ciclone due o tre giorni prima che colpisse la terraferma. Oltre 350000 persone fuggirono dalle loro case verso rifugi e altre strutture in mattoni, mentre altri cercarono terreni elevati. Sebbene il ciclone del 1991 uccise oltre 138000 persone, questo dato fu significativamente inferiore al ciclone del 1970, in parte grazie ai piani di protezione.